# Bârsău de Jos
Bârsău de Jos – wieś w Rumunii, w okręgu Satu Mare, w gminie Bârsău. W 2011 roku liczyła 678 mieszkańców. 